# きらりらり
「きらりらり」は、KANA-BOONの楽曲。2022年11月2日にKi/oon Musicからメジャー17枚目のシングルとして発売された。

## 概要
- 前作『Re:Pray』から約1年振りのリリースとなるCDシングル。
- 2022年4月1日にベースの遠藤昌巳が新メンバーとして加入[1]し、4人体制となって初となる作品。
- 表題曲はテレビアニメ『BORUTO-ボルト- -NARUTO NEXT GENERATIONS-』2022年7月クールのオープニングテーマとして書き下ろされた楽曲[2]。8月26日に先行配信リリースされた。
- 初回生産限定盤には、過去の『NARUTO -ナルト-』シリーズとのタイアップ楽曲4曲、ASIAN KUNG-FU GENERATIONの『遥か彼方』のカバー、新曲『Everlong』の計6曲を収録した特典CDが付属する。また同アニメの書き下ろしスリーブケース仕様となっており、特典映像「レコーディングドキュメンタリー」が視聴できるコードが封入される。

## 収録曲
- 特記を除き全作詞・作曲：谷口鮪、編曲：KANA-BOON

### CD
※M-4以降、初回生産限定盤のみ収録
1. きらりらり
  - テレビ東京系アニメ『BORUTO-ボルト- NARUTO NEXT GENERATIONS』11代目オープニングテーマ
2. 摩訶不思議
3. またね
4. きらりらり (Anime Size)
5. きらりらり (Anime Size Instrumental)

### 特典CD（初回生産限定盤）
1. 遥か彼方 (ASIAN KUNG-FU GENERATION cover)
作詞・作曲：後藤正文
2. シルエット
  - 5thシングル
  - テレビ東京系アニメ『NARUTO -ナルト- 疾風伝』16代目オープニングテーマ
3. ダイバー
  - 7thシングル
  - 東宝配給アニメ映画『BORUTO -NARUTO THE MOVIE-』主題歌
4. スパイラル
  - 7thシングルカップリング
  - PlayStation 4用ゲーム『NARUTO -ナルト- 疾風伝 ナルティメットストーム4』オープニングテーマ
5. バトンロード
  - 11thシングル
  - テレビ東京系アニメ『BORUTO-ボルト- NARUTO NEXT GENERATIONS』1代目オープニングテーマ
6. Everlong